# Блюмлейн, Алан
А́лан Да́уэр Блю́млейн, в русской литературе также Блю́мляйн (англ. Alan Dower Blumlein, 29 июня 1903 — 7 июня 1942) — британский инженер по электротехнике и электронике, работавший в областях телефонии, записи и воспроизведения звука, телевидения и радиолокации. Многолетний ведущий конструктор компании EMI, разработчик британской системы телевизионного вещания с разложением на 405 строк и главный конструктор первого лондонского телецентра. В годы Второй мировой войны — конструктор и организатор производства радиолокационных станций (РЛС). Погиб в авиакатастрофе при испытаниях бортовой авиационной РЛС.
За семнадцать лет профессиональной деятельности Блюмлейн стал автором 128 изобретений, включая матричную обработку стереозвука, стереомикрофон Блюмлейна, импульсный генератор Блюмлейна, ультралинейный выходной каскад, трансверсальный фильтр, щелевую антенну и систему стереофонической звукозаписи 45/45, которая стала мировым стандартом в 1950-е годы. Блюмлейн развил теорию и практику применения базовых схемотехнических узлов — усилителей с общей отрицательной обратной связью, катодных повторителей, дифференциальных каскадов и интеграторов. Работы Блюмлейна заложили основу схемотехники британских электронно-вычислительных машин первого послевоенного поколения, аналогового телевидения, формирования и обработки радиолокационных и видеосигналов.

## Биография

### Происхождение. Ранние годы (1903—1925)
Отец Алана, коммерсант Земми Блюмлейн (1863—1914), происходил из многодетного рода баварских евреев. Проведя юность в Ливерпуле, в восемнадцать лет Земми отправился искать удачу в Южную Африку. К 1883 году он обосновался в Кокстаде, где познакомился с семьёй шотландского миссионера Уильяма Дауэра, проповедовавшего пресвитерианское учение народу гриква. В 1889 году Земми обвенчался по пресвитерианскому обряду со старшей дочерью Дауэра, Джесси; в 1891 году в семье родилась дочь Мина-Филиппина. В начале Англо-бурской войны Блюмлейны бежали из занятой Китченером Претории в Великобританию. В Лондоне Земми нашёл себе доходное место управляющего банком и арендовал просторный дом на улице Неверхолл-Гарденс в престижном районе Хампстед. Доходы Земми Блюмлейна от должностей в банке, в «Свазилендской корпорации» и в «Обществе Кыштымских заводов» позволяли не только содержать собственный дом, но и оплачивать услуги горничной, кухарки и няни.
Здесь, в доме на Неверхолл-Гарденс, 29 июня 1903 года Джесси Блюмлейн родила Алана. Мальчик с шести лет обучался в частных подготовительных школах Лондона, а с десяти лет — в экспериментальном загородном пансионе Сесила Редди. Учителя Алана ещё в 1910—1911 годах отметили странность его интеллекта: при хороших успехах в арифметике и посредственных в чтении Блюмлейн не мог осилить английскую орфографию. Словесность была ему чужда, он не хотел и не мог читать «поэзию и тому подобное»; ничто не могло заставить своевольного ребёнка изучать неинтересные ему предметы или темы. Однако в возрасте одиннадцати-двенадцати лет Алану довелось испытать череду потрясений, совпавшую во времени с естественным процессом взросления и изменившую отношение к учёбе. 28 июля 1914 года, в день, когда Австро-Венгрия объявила войну Сербии, скоропостижно скончался отец Блюмлейна. С началом войны сверстники начали открыто преследовать Алана за «немецкую» фамилию. В январе 1915 года Блюмлейн, по воле матери, оказался в загородном интернате, специализировавшемся на натаскивании отстающих детей. Вероятно, Алан и сам осознавал, что его безграмотность нетерпима. За двадцать месяцев интенсивных занятий он освоил основы правописания, но так и не смог полностью преодолеть дисграфию и в течение всей жизни писал с характерными «блюмлейновскими» ошибками. В его последнем письме, отправленном за два дня до гибели, содержалось «всего» девять грубых ошибок на две страницы.
В 1916 году Алан сумел заслужить две стипендии на обучение в престижных частных школах. Мать, зная склонность сына к технике, отказалась от права на поступление в классическую гимназию и устроила Алана в лондонскую частную школу с естественнонаучным уклоном Хайгейт. В октябре 1921 года Блюмлейн поступил на электротехническое отделение Имперского колледжа Лондона; благодаря отличной подготовке в Хайгейте Блюмлейн был зачислен сразу на второй курс отделения и получил одну из шести доступных стипендий для лучших студентов. Три курса Блюмлейн успешно прошёл всего за два года; летом 1923 года, в возрасте двадцати лет, он с отличием сдал экзамены на степень бакалавра. К этому времени он уже решил, что выбранная специальность — силовая электротехника — его не привлекает. Блюмлейн сделал выбор в пользу радиоэлектроники. Он отказался от работы по специальности и от профильной магистратуры и устроился ассистентом (англ. assistant demonstrator) к профессору Эдварду Маллетту, читавшему в Имперском колледже курс радиосвязи. За год работы с Маллеттом Блюмлейн освоил азы зарождавшейся электроники, опубликовал первые научные работы и обзавёлся полезными связями. Рядом с Блюмлейном работали будущий изобретатель импульсно-кодовой модуляции Алек Ривз и пионер звуковой техники Гилберт Даттон; многие студенты профессора Маллетта позже вошли в исследовательскую группу Блюмлейна в EMI.
Год спустя Маллетт убедился, что талантливый ученик перерос возможности колледжа, и помог ему устроиться в лондонское отделение тогдашнего технологического лидера — американской компании Western Electric. Компания, придерживавшаяся политики не нанимать евреев, поначалу отказывала Блюмлейну из-за его фамилии, и лишь личное обращение Маллетта помогло Алану получить место инженера в лаборатории телефонных линий. В первые полгода работы на Western Electric Блюмлейну довелось заниматься разнообразными, не связанными друг с другом мелкими задачами — от измерения характеристик новейших пермаллоев до проверки слуха коллег и построения усреднённых аудиограмм. Заполучив новейший американский конденсаторный микрофон Венте, Блюмлейн первым догадался размещать предварительный усилитель, согласующий высокое внутреннее сопротивление конденсатора с ёмкостью сигнального кабеля, непосредственно в корпусе микрофона. В публикациях Western Electric подобная конструкция появилась лишь в 1928 году; была ли при этом использована идея Блюмлейна или американцы пришли к тому же решению сами — неизвестно.

### Работы в телефонии (1925—1929)
В феврале 1925 года, успешно пройдя испытательный срок, Блюмлейн перешёл в отдел, занимавшийся вопросами электромагнитных помех в телефонных линиях и приёмо-сдаточными испытаниями новых линий. В странах континентальной Европы, недавно договорившихся о стандартизации телефонных сетей, шло бурное строительство международных линий, а проблема помех стояла остро, так как телефонные кабели обычно прокладывались вдоль существующих линий электропередачи и контактных проводов железных дорог. Western Electric активно осваивала новые рынки, и Блюмлейн провёл большую часть 1925—1927 годов во Франции и Швейцарии. В марте 1927 года Блюмлейн (в соавторстве с инженером компании Джонсом) получил свой первый патент на изобретение помехозащищённой нагрузочной катушки, отличавшейся особо низким переходным затуханием, а затем разработал технологию её производства. Катушка Блюмлейна немедленно пошла в серию; зимой 1927—1928 годов сам изобретатель прошёл горным маршрутом по швейцарским перевалам, тщательно проверяя уровень помех на каждом участке только что проложенной линии Альтдорф — Сен-Готард — Италия. Здесь в декабре 1927 года Блюмлейн сформулировал идею нового изобретения — трансформаторного измерительного моста для измерения и балансировки ёмкостей кабельных линий. Мост Блюмлейна, качественно превосходивший существовавшие мосты Уитстона, был запатентован и запущен в серию в течение 1928 года; даже спустя полтора десятилетия мосты Блюмлейна считались наиболее точными, наиболее дешёвыми и простыми в использовании приборами своего рода. 
В 1928 году Блюмлейн перешёл из Western Electric в британскую телекоммуникационную компанию Standard Telephones and Cables (STC), где занимался «весьма конфиденциальными проблемами» (англ. more confidential problems) подводных линий связи. О существе этих проблем можно судить лишь косвенно, по выданным в 1929 году патентам на средства измерения характеристик и способы экранирования подводных кабелей. Всего же за четыре года работы в телефонном подразделении Western Electric и в STC (с февраля 1925 по март 1929 года) Блюмлейн оформил восемь патентов на изобретения.

### Разработка системы звукозаписи EMI (1930—1931)

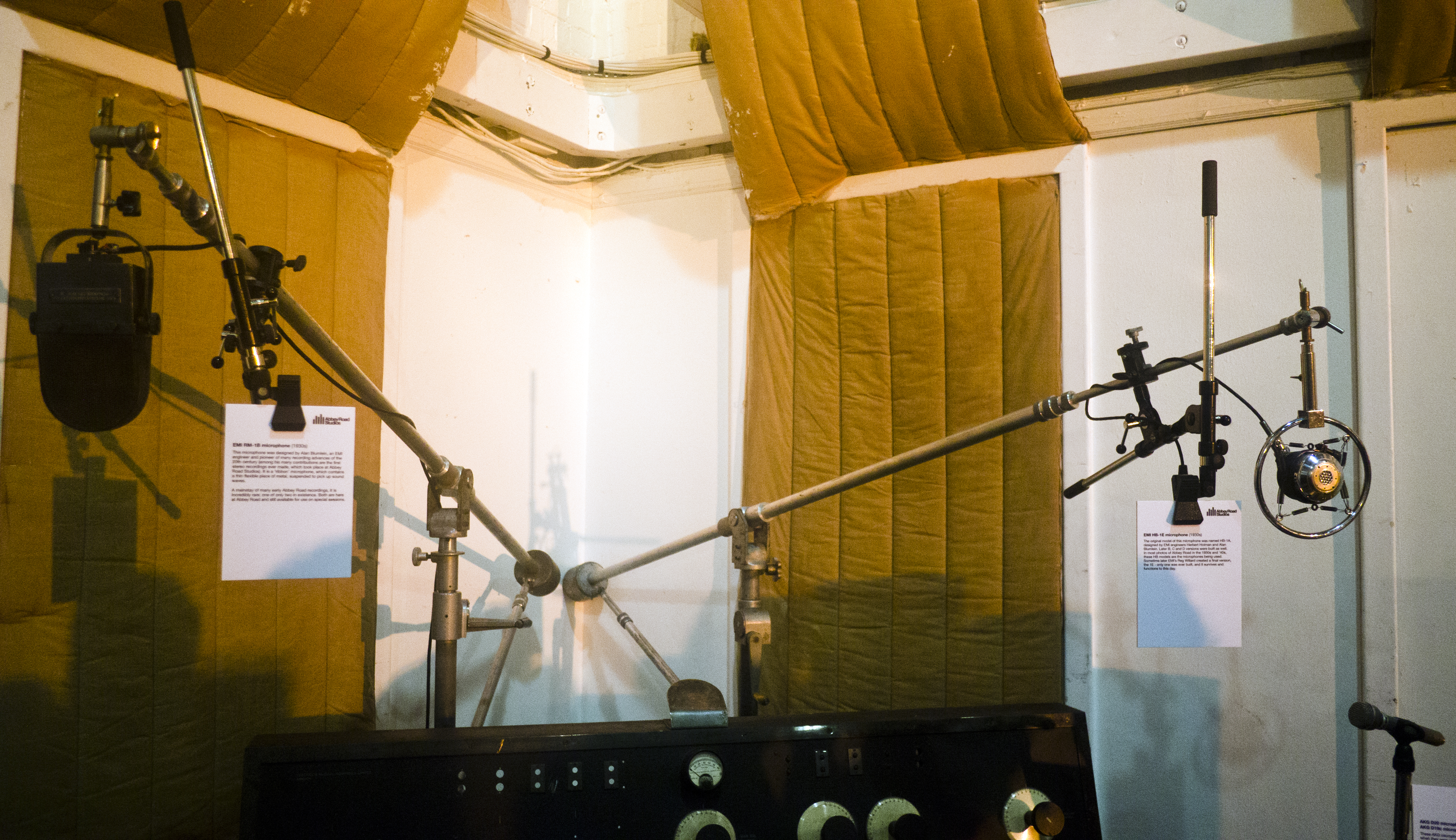
Микрофоны Блюмлейна из собрания «Эбби-Роуд». Справа — динамический HB-1E (позднейшая разработка на базе конструкции Холмана-Блюмлейна), слева ленточный RM-1B — один из всего двух сохранившихся образцов

В начале 1929 года технический руководитель звукозаписывающей компании Columbia Graphophone Исаак Шёнберг решил разработать собственную фирменную систему электрической граммофонной записи. Компания с 1925 года применяла американскую систему Максфилда и Гаррисона и по условиям лицензионного договора платила «Лабораториям Белла» роялти в один дореформенный пенс за каждую пластинку. Чтобы законно прекратить уплату роялти, Шёнбергу требовалось собственное, патентно чистое звукозаписывающее оборудование; для его разработки хедхантеры Columbia и переманили из STC Блюмлейна — лучшего из доступных тогда кандидатов. Как показало ближайшее будущее, Алан ушёл из STC вовремя: начавшийся в октябре 1929 года кризис разорил компанию; STC выжила, но её подразделение, где работал Блюмлейн, было навсегда закрыто.
Рекордер (звукозаписывающая головка) с подвижным сердечником, разрабатывавшийся инженерами Columbia до прихода Блюмлейна, отличался неприемлемо высокими нелинейными искажениями; по меркам 1920-х годов он был лишь условно пригоден для записи европейской музыки, но совершенно не годился для японской музыки. Оценив конструкцию, Блюмлейн понял, что его предшественники изначально шли по неверному пути. Всем устройствам с подвижными сердечниками (иначе, устройствам электромагнитной системы) свойственны высокие искажения; в звуковой технике следовало отдать предпочтение более линейным и более точным рекордерам с подвижными обмотками (устройствам электродинамической системы). Этим устройствам не требуется механический демпфер собственных колебаний (именно он составлял «изюминку» американского патента): его роль выполняет противоэлектродвижущая сила однородного магнитного поля.
В октябре 1929 года Блюмлейн составил первый подробный проект рекордера нового поколения. Ключевой элемент изобретения — подвижная обмотка, подвешенная в поле мощной, неподвижной возбуждающей обмотки, — представлял собой единственный виток, выточенный из бруска алюминия. Таким образом, рассуждал Блюмлейн, можно было одновременно минимизировать и электрическое сопротивление подвижной обмотки, и её момент инерции и массу, что позволяло записывать частоты до 15 кГц. Первый вариант конструкции был забракован из-за неприемлемо высоких потерь энергии в магнитной системе. Блюмлейн полностью переработал конфигурацию головки, сохранив принцип её действия, а затем к проектированию подключился инженер-механик Герберт Холман. Затем Блюмлейн, Холман и Генри Кларк разработали для Columbia Graphophone и собственный, патентно чистый динамический микрофон. Законченная, работоспособная система студийной звукозаписи — от микрофона до звукозаписывающего станка — была отлажена и подготовлена к эксплуатации всего за полгода. Три человека смогли не только составить конкуренцию многотысячной корпорации с практически неограниченным бюджетом, но и нашли принципиально лучшие решения, основанные на фундаментально линейных, мало подверженных искажениям явлениях.
Первые записи по системе Блюмлейна были выполнены 22 января 1931 года, за несколько недель до объединения Columbia и The Gramophone Company в компанию EMI. В сентябре 1931 года в ещё строящейся студии EMI «Эбби-Роуд» начались сравнительные испытания, закончившиеся убедительной победой системы Блюмлейна над американским аналогом; в июле 1932 года начался переход всех подразделений EMI на новую технологию. К середине 1930-х годов система Блюмлейна стала де-факто национальным стандартом Великобритании. Рекордеры Блюмлейна интенсивно использовались студиями до начала Второй мировой войны, а отдельные образцы прослужили до 1960-х годов. Микрофоны семейства HB1 (Holman—Blumlein) использовались при записи грампластинок EMI с весны 1931 по 1955 год; именно они определили высочайшее для своего времени качество фортепианных записей EMI 1930-х и 1940-х годов.

### Стереофоническая звукозапись (1930—1935)
Стереофоническое или, точнее, бинауральное воспроизведение звука было известно задолго до рождения Блюмлейна. Ещё в 1881 году Клеман Адер запатентовал и вывел на рынок «театрофон» — систему прямой трансляции звука по телефонным линиям. Стереофонический вариант «театрофона», продемонстрированный на парижской выставке 1881 года, не нашёл спроса из-за низкого качества звучания и необходимости использовать две телефонные линии (для левого и правого стереоканалов). В годы Первой мировой войны вопросы бинаурального слуха изучались применительно к задачам противовоздушной обороны и контрбатарейной стрельбы. В 1930—1931 годах стереофонией занялись, независимо друг от друга, Артур Келлер и Харви Флетчер из «Лабораторий Белла» и Блюмлейн. Использовал ли Блюмлейн наработки американцев, и если да, то насколько — достоверно неизвестно; вопрос о приоритете в разработке идеи стереофонии не имеет решения.
Конструкторы шли к цели принципиально разными путями. Келлер, расставив вдоль сцены линейку микрофонов, пытался регистрировать широкий «акустический фронт». Усиленные сигналы микрофонов поступали на линейку громкоговорителей, которая имитировала «акустический фронт» концертного зала. Минимальная работоспособная стереосистема Келлера состояла из трёх каналов; она достаточно точно воспроизводила ширину стереосцены и отчасти её глубину, но лишь для слушателей на оси центрального канала. Попытки обойтись всего двумя каналами закончились неудачей: во всех испробованных конфигурациях стереосцена разваливалась на два изолированных источника звука. Блюмлейн и Флетчер поступили иначе: вместо имитации излучаемого оркестром фронта они решили моделировать звуковые сигналы, достигающие ушей слушателя. При таком подходе, рассуждал Блюмлейн, можно было ограничиться всего двумя микрофонами, имитирующими левое и правое ухо слушателя. Однако если для записи используются обычные микрофоны давления, то качественно воспроизвести бинауральную запись можно только через наушники. При воспроизведении громкоговорителями стереоэффект слабеет или полностью пропадает. Причина этого — в безвозвратной утрате информации о фазах «левого» и «правого» сигналов, которая необходима человеку для корректной локализации звуковых образов. Избежать этого, полагал Блюмлейн, можно было, перекодировав разницу фаз между левым и правым каналами в разницу их амплитуд. Если сдвиг фаз указывает на то, что источник сигнала локализован слева от слушателя, следует увеличить амплитуду левого канала и уменьшить амплитуду правого, и наоборот. Для выполнения этой манипуляции Блюмлейн предложил особый процессор сигнала (англ. Blumlein shuffler, «тасовщик Блюмлейна»), перекачивающий энергию из одного канала в другой в зависимости от фазы разностного сигнала подобно тому, как изобретённый полвека спустя декодер Dolby Surround «перекачивает» энергию из боковых каналов в центральный. Аналогия не случайна: процессоры Dolby опираются на принципы матричной обработки суммарного и разностного сигналов, изложенные Блюмлейном в 1931 году.
14 декабря 1931 года Блюмлейн подал в патентное ведомство заявку на изобретение, которая два года спустя воплотилась в патент Великобритании № 394325 — основополагающую, фундаментальную работу по основам стереофонии. 24 страницы патента содержали краткое изложение психоакустической теории стереофонии и семьдесят пунктов формулы изобретения. Блюмлейн рассмотрел вопросы записи различными типами микрофонов, различные варианты записи оптических фонограмм звукового кино, предложил использовать для записи механических фонограмм не воск, а тонкий слой ацетилцеллюлозы (что вошло в практику уже после его смерти). Главной же составляющей патента 394325 стало изобретение двухкомпонентной граммофонной стереозаписи системы 45/45. При такой записи сигналы левого и правого стереоканалов возбуждают взаимно перпендикулярные колебания резца, направленные под углом 45° к поверхности диска. В отличие от известной с 1910 года «системы 0/90», в которой один канал кодировался поперечными, а другой — глубинными колебаниями резца, два канала системы 45/45 практически идентичны, а сама пластинка полностью совместима с обычными, монофоническими, проигрывателями поперечной записи. В 1957 году блюмлейновская система 45/45 стала европейским стандартом стереофонической грамзаписи, в 1958 году её признали американские компании. Эксперты компании Westrex, владевшей патентом США на «заново изобретённую» систему 45/45, были шокированы, узнав о существовании патента Блюмлейна (к этому времени срок его охраны давно истёк). Американское Общество звукотехники признало приоритет Блюмлейна, а Ассоциация звукозаписывающих компаний продолжала именовать систему 45/45 «стандартом Westrex», что вызывало у британцев публичное негодование.
В течение 1933 года группа Блюмлейна (в ней в разное время работали от пяти до девяти человек) разработала и построила опытный комплект оборудования для стереофонической грамзаписи. В декабре 1933 года — через полтора года после первых стереозаписей Келлера, выполненных по двухдорожечной схеме, — Блюмлейн записал в лаборатории EMI десять первых стереофонических дисков системы 45/45. 19 января 1934 года в студии Эбби-Роуд состоялась первая стереофоническая запись Лондонского филармонического оркестра. Летом 1935 года Блюмлейн снял серию коротких кинофрагментов с синхронной записью стереозвука на оптические дорожки. Техническая возможность создания механических и оптических стереозаписей была доказана, но рынок и промышленность не были готовы к их внедрению. Глава EMI Луи Стерлинг считал, что в кинематографе оно может состояться не ранее перехода на цветную плёнку; в грамзаписи предстояло заменить шумные шеллаковые диски на долгоиграющие пластинки. Блюмлейн попытался решить эту проблему, но ни один испробованный им состав не дал ощутимых результатов. На этом работы по бесперспективной в то время стереофонии были прекращены.

### Работы в телевидении (1933—1939)
Об истории телевидения во всемирном контексте см. Изобретение телевидения и начало регулярного вещания

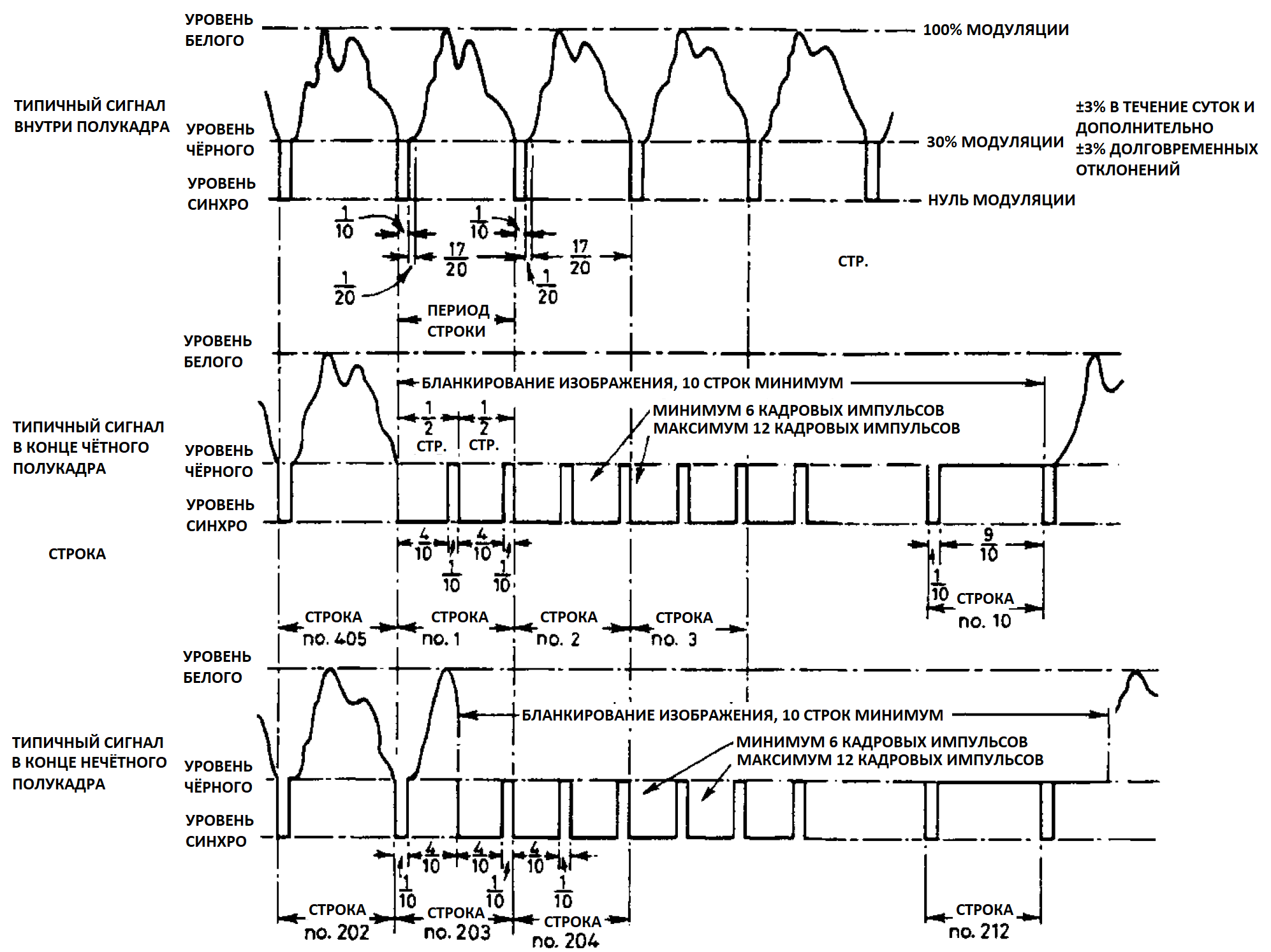
Стандарт видеосигнала, получивший в Великобритании имя Блюмлейна. Статья 1938 года, в которой был опубликован оригинал рисунка, — единственная журнальная публикация Блюмлейна за тринадцать лет работы в EMI

Разработка электронного телевидения стала главной, стратегической целью EMI ещё в 1931 году. Блюмлейн, получив от Шёнберга щедрое финансирование и практически неограниченные полномочия, возглавил телевизионный проект в марте 1933 года. Следующий, 1934 год стал, вероятно, самым плодотворным для Блюмлейна и исключительно успешным годом в истории телевидения. В Германии началось ежедневное телевещание с разложением на 180 строк, в США Владимир Зворыкин совершенствовал свою 343-строчную систему. Фило Фарнсворт, отстранённый волей RCA от крупномасштабных исследований, консультировал и немцев, и британцев. Отношения RCA и подконтрольной ей EMI, напротив, складывались успешно. Запрет на разработку передающей телеаппаратуры, наложенный на EMI Давидом Сарновым, был снят ещё в 1933 году. Американцы подробно информировали британцев о работах Зворыкина и передали в распоряжение EMI образец разработанного им иконоскопа. Ранний вариант иконоскопа оказался непригоден для коммерческого телевещания; Зворыкин столкнулся с, казалось бы, непреодолимыми техническими сложностями.
Шёнберг, опасавшийся упустить время, принял решение разрабатывать передающую трубку самостоятельно. Летом 1933 года он нанял группу молодых учёных-физиков из Оксфорда и Кембриджа и возложил на Блюмлейна обязанность интеграции учёных в прикладной, коммерческий проект. В январе 1934 года подчинённая Блюмлейну группа Джеймса Макги изготовила первую работоспособную трубку собственной, патентно чистой конструкции — эмитрон. Из-за выбранной оптической схемы первые эмитроны, как и иконоскоп Зворыкина, отличались высокими искажениями перспективы и чрезмерными помехами от вторичной эмиссии электронов с мишени. Задачу коррекции перспективы Блюмлейн, Браун и Уайт решили чисто схемотехническими методами. Радикальное решение проблемы помех — замедление сканирующего луча до скоростей, исключающих вторичную эмиссию (англ. cathode potential stabilization, c. p. s), — было предложено Блюмлейном и Макги одновременно и независимо друг от друга и запатентовано ими совместно в июле 1934 года. В сентябре 1934 года Блюмлейн запатентовал два основополагающих для видеотехники изобретения — катодный повторитель и технологию восстановления постоянной составляющей видеосигнала.
Второе полугодие 1934 года Блюмлейн провёл в переговорах в рамках Телевизионного комитета — консультативного органа при министерстве связи, ответственного за выработку национального стандарта телевещания. Именно с подачи Блюмлейна были приняты ключевые характеристики видеосигнала британской системы: соотношение сторон экрана 5:4, передача постоянных уровней чёрного и белого, позитивная амплитудная модуляция видеосигнала, передача 50 полукадров в секунду с чересстрочной развёрткой и разложение видеокадра на 405 строк — вдвое больше, чем планировал сам Блюмлейн в начале 1934 года. Полоса частот видеосигнала достигла неслыханных для своего времени 2,4 МГц. В феврале 1935 года Шёнберг, после долгих колебаний, поддержал рискованное предложение и настоял на его принятии Комитетом. Стандарт, получивший в британской литературе имя Блюмлейна (англ. Blumlein waveform), действовал почти полвека — с начала 1937 по 1986 год.
В 1935 году Блюмлейн возглавил проектирование, а в 1936 году — монтаж и наладку телецентра Би-Би-Си в Александра-паласе. Из семнадцати ключевых патентов, заложенных в конструкцию телецентра, девять принадлежали Блюмлейну; всего же за годы работы в телевидении (с начала 1933 по август 1939 года) он стал автором 75 патентов в самых разных отраслях электроники — от технологии изготовления передающих трубок до совмещения изображений с нескольких камер при комбинированной съёмке.
2 ноября 1936 года передатчик Александра-паласа начал опытное, пока ещё нерегулярное телевещание. Механическое телевидение Бэрда было отвергнуто; американцы, оценив превосходство британского подхода, интегрировали его технические решения в собственные стандарты. На зарождающемся рынке электронного телевидения воцарилась дуополия RCA и EMI; германские, советские, французские и японские инженеры постепенно отказались от совершенствования самобытных систем и занялись внедрением английских и американских технологий. Настоящим триумфом группы Блюмлейна стала трансляция коронационной процессии 12 мая 1937 года, которую смотрели в прямом эфире около пятидесяти тысяч человек. Шёнберг заблаговременно поручил Блюмлейну обеспечить надёжную связь репортажных камер с телецентром в Александра-паласе, и ко дню коронации в центре Лондона была развёрнута сеть из разработанных Блюмлейном видеокабелей и передвижных телестанций. Строительство спроектированной Шёнбергом национальной телевещательной сети планировалось на 1941—1945 годы; к этому времени следовало решить множество различных проблем передачи и приёма эфирного сигнала.

### Работы в радиолокации (1939—1942)
Ещё в 1933 году Блюмлейн по собственной инициативе пытался вывести EMI на рынок военного оборудования, но его контакты с представителями подводного флота закончились безрезультатно. Первую чисто военную разработку — устройство электронной визуализации сигналов, принимаемых звукопеленгаторами, — Блюмлейн выполнил накануне Второй мировой войны. В конце 1938 года EMI получила заказ на производство звукопеленгаторов Mark VIII; работа этих устройств полностью зависела от слуха и навыков оператора-«слухача». Блюмлейн, используя свои наработки по стереофонии, дополнил звукопеленгатор двухкоординатным «тасовщиком», который преобразовывал разности фаз принимаемого сигнала в разности их амплитуд. Обработанный таким образом сигнал легко визуализировался на экранах осциллографических трубок, указывавших азимут и угол возвышения цели. Индикатор Блюмлейна был немедленно запущен в крупносерийное производство и массово применялся частями ПВО вплоть до развёртывания полностью радиолокационных систем управления зенитным огнём. В начале войны Блюмлейн попытался применить те же принципы стереофонии к радиолокаторам дальнего обнаружения воздушных целей. Уже осенью 1939 года EMI начала испытания опытной РЛС, работавшей на несущей частоте 66 МГц; в первой половине 1940 года Блюмлейн подготовил проект полномасштабной сканирующей допплеровской РЛС с несущей частотой 60 МГц.
В ходе этих работ Блюмлейн изобрёл и запатентовал ряд ключевых для радиолокации способов формирования, детектирования и фильтрации сигналов, но во второй половине 1940 года радиолокационный проект EMI был закрыт. Начало «битвы за Британию» изменило приоритеты: военные власти приостановили совершенствование уже действовавших систем дальнего обнаружения и сосредоточились на разработке радиолокационных систем управления зенитным огнём и бортовых РЛС для ночных перехватчиков. Единственным разработчиком этих систем стал государственный Институт дальней связи (AMRE, с ноября 1940 года TRE); частные компании привлекались к опытно-конструкторским работам лишь по мере необходимости. Уникальный опыт по строительству систем и сетей, накопленный Блюмлейном и его учениками в ходе телевизионного проекта EMI, оказался востребован слишком поздно.

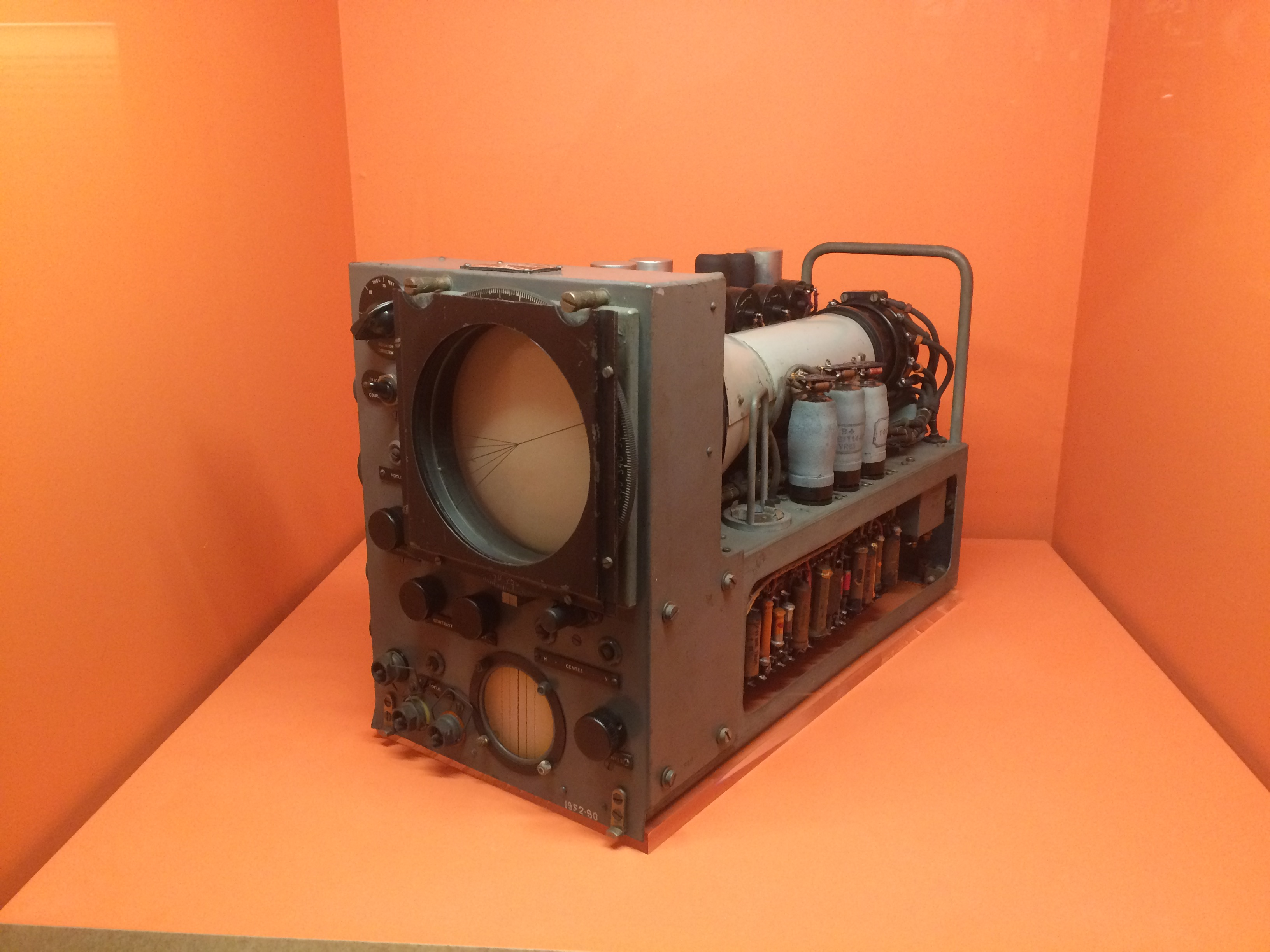
Серийный индикаторный блок бортовой РЛС H2S

В апреле 1940 года военные возложили на EMI задачу снижения минимального радиуса действия бортовой авиационной РЛС AI Mk. IV; за месяц Блюмлейн сумел снизить ключевой для ночных перехватчиков показатель с 330 м до 140 м. Усовершенствованная РЛС начала поступать в войска в сентябре 1940 года и активно использовалась в заключительной фазе обороны Англии от массовых бомбардировок в марте — мае 1941 года. За Mk. IV последовала промежуточная модификация Mk. V, использовавшая блюмлейновскую схему селекции отражённых импульсов. В октябре 1940 года, вскоре после начала «лондонского Блица», Блюмлейн возглавил разработку принципиально новой РЛС сантиметрового диапазона Mk. VI, предназначенной для скоростных одноместных перехватчиков. Два месяца спустя прототип Mk. VI, созданный группой Блюмлейна «с чистого листа», впервые поднялся в воздух. К апрелю 1941 года Блюмлейн устранил «детские болезни» новой РЛС; в августе 1941 года EMI передала опытную партию серийных Mk. VI в войска. Блюмлейновский принцип автоматического стробирования, впервые применённый в Mk. VI, впоследствии использовался во всех британских РЛС и системах целеуказания 1940-х годов и в ранних образцах американских РЛС. Запатентованная в октябре 1941 года линия Блюмлейна, предназначенная для формирования коротких импульсов питания магнетронов, была впервые применена в РЛС управления зенитным огнём GL Mk. III и в морских РЛС Тип 261, 274 и 275, поступивших на вооружение после смерти изобретателя.
В январе 1942 года власти Великобритании возложили на EMI обязанность серийного выпуска авиационной РЛС обзора земной поверхности H2S, существовавшей лишь в виде эскизного проекта. Группе Блюмлейна предстояло построить опытный образец, передать его на испытания и составить рабочую документацию для заводов-изготовителей. Ключевой вопрос выбора излучающей лампы — клистрона или магнетрона — оставался нерешённым. Магнетроны имели втрое бо́льшую дальность действия, были проще в серийном производстве и при этом практически неразрушаемы. По этой причине верховное командование опасалось выпускать совершенно секретные магнетроны в полёты над Германией, и конструкторам H2S пришлось разрабатывать два параллельных варианта. EMI отвечала за разработку РЛС на клистронах, Институт — за вариант на магнетронах. Прототип РЛС на магнетроне был испытан первым 17 апреля 1942 года; дальность обнаружения целей не превысила нескольких миль. Прототип на клистроне был испытан 2 июня и оказался неработоспособным; тем временем конструкторы Института, как им казалось, устранили неполадки своего локатора. Узнав об этом, Блюмлейн принял решение лично подняться в воздух для испытания усовершенствованного магнетронного варианта.

### Гибель
5 июня 1942 года Блюмлейн подал в патентное ведомство последнюю в своей жизни заявку на изобретение и вместе со своими подчинёнными — инженерами Сесилом Брауном и Фрэнком Блайтеном — выехал из Лондона в Мелверн-колледж, где в то время базировался Институт дальней связи. В 14:50 7 июня летающая лаборатория — переоборудованный тяжёлый бомбардировщик «Галифакс» — благополучно взлетела с аэродрома в Деффорде. На борту находились пять членов экипажа, трое конструкторов Института, Блюмлейн, Блайтен и Браун. Через полтора часа после взлёта самолёт загорелся. Пожар, начавшийся с катастрофического разрушения четвёртого двигателя, быстро охватил всё правое крыло; несколько минут спустя «Галифакс» разрушился в воздухе и упал на землю в долине реки Уай, близ деревни Уэлш-Бикнор. Все находившиеся на борту погибли. На следующий день Шёнберг, вызванный на место катастрофы для опознания тел, лично сообщил о смерти Блюмлейна его вдове. 13 июня останки погибших кремировали и захоронили в лондонском крематории Голдерс-Грин.
Факт смерти Блюмлейна не скрывался, но её обстоятельства были немедленно засекречены. В опубликованном 10 июня некрологе Блюмлейна причина смерти «при исполнении обязанностей» не называлась; в опубликованных днём позже некрологах Блайтена и Брауна был упомянут «несчастный случай». Лишь одна лондонская газета прямо связала смерть Блюмлейна с военными исследованиями, тем самым поставив под удар лондонские лаборатории EMI. Проведённое по требованию Уинстона Черчилля следствие установило, что непосредственной причиной катастрофы стала халатность механика, обслуживавшего моторы летающей лаборатории за несколько дней до вылета.

## Личность

### Интеллект
Блюмлейн, будучи лично скромным человеком, прекрасно осознавал уникальность своего таланта и, по свидетельствам коллег, испытывал иррациональный страх потерять изобретательский дар. Феноменальный склад его интеллекта впервые проявился в студенческие годы. Блюмлейн необычно легко усваивал научные знания и имел исключительную память. Он, с одной стороны, мог обрабатывать новую информацию намного быстрее своих сверстников, а с другой — ему не требовались усилия, чтобы надолго сохранить её в памяти. Люди, знавшие молодого Блюмлейна, утверждались во мнении, что ему «всё даётся без труда»; в действительности же мысленный труд Блюмлейна был намного эффективнее и быстрее, чем у обычного студента. При этом Алан уже тогда выделялся недюжинным терпением, умением выслушать собеседника и исключительной работоспособностью. В мирное время Блюмлейн то и дело, по собственной воле, проводил выходные в лаборатории; в военные годы Блюмлейн обычно работал до десяти вечера, а по ночам, также по собственной воле, дежурил на посту противовоздушной обороны.
Стремление к совершенству и скорость мышления нередко становились причиной конфликтов: Блюмлейн мог «с ходу» решать задачи, которые не могли решить коллеги, и зачастую исправлял допущенные ими ошибки, что многим не нравилось — особенно тогда, когда практика доказывала, что «выскочка» Блюмлейн был прав. Иногда скорость мышления проявлялась неожиданным образом. Блюмлейн, любитель авиационного, мотоциклетного и автомобильного спорта, был агрессивным, но умелым и удачливым водителем. По свидетельствам коллег, за рулём он то и дело «рисовал» на лобовом стекле схемы и формулы: он продолжал работать, даже во время рискованных манёвров. Пассажиры, уже напуганные скоростным дрифтом по ночному Лондону, приходили в ужас, но Блюмлейн всегда выходил сухим из воды.
Блюмлейн был способен одновременно вести несколько проектов и умел быстро переключаться с одной темы на другую. Неоднократно ему по разным причинам приходилось оставлять завершение начатых работ коллегам и приступать к решению совершенно иных задач, подчас никак не связанных с его предшествующим опытом. Этот опыт не пропадал зря; годы спустя Блюмлейн возвращался к давно закрытым темам. Так, в 1932 году, через четыре года после ухода из телефонии, Блюмлейн неожиданно запатентовал новую конструкцию нагрузочной катушки для телефонных линий; вероятно, идея пришла к нему в ходе конструирования магнитной системы стереофонического рекордера. Алан Ходжкин, работавший с Блюмлейном в военные годы, сказал в 1977 году: «Многосторонность Блюмлейна подчас мешает нам увидеть подлинный масштаб его гения. Сегодня его бы назвали системным инженером — человеком, способным не только проектировать приёмники и передатчики, но и одновременно видеть и технологическую, и экономическую стороны проекта в целом. В 20-е и 30-е годы такие люди были наперечёт, а Блюмлейн стал [в своём деле] первопроходцем … первым системным инженером».

### Учитель и ученики
Блюмлейн не имел и не мог иметь академической подготовки по электронике: её, как учебной дисциплины, ещё не существовало. В Имперском колледже Блюмлейн получил лишь базовое образование в области силовой электротехники; основы зарождавшейся электроники он изучал на практике, во время недолгой работы у профессора Маллетта и в Western Electric. Рядом с Блюмлейном никогда не было формальных научных руководителей, но в марте 1929 года он приобрёл наставника и покровителя в лице Исаака Шёнберга.
В разгар Великой депрессии Шёнберг сумел собрать небольшой, но чрезвычайно эффективный коллектив блестящих инженеров, не имевший аналогов в британской истории. Шёнберг не только распознал в Блюмлейне талант изобретателя, но и в течение тринадцати лет поддерживал его всеми ресурсами компании; выделенные Шёнбергом средства и вспомогательный персонал помогли Блюмлейну реализоваться как изобретателю. Однако именно Шёнберг, установивший в EMI жёсткий режим секретности и непрерывно эксплуатировавший Блюмлейна-изобретателя, помешал тому состояться как учёному. Блюмлейн не возражал; он был полностью погружён в практическую инженерную работу и не стремился к публичности. За семнадцать лет профессиональной деятельности он лишь один раз выступил на научно-технической конференции и опубликовал одну статью в профессиональной прессе. Джеймс Макги заметил по этому поводу: «Профессор Габор говорил, что Резерфорд мог бы, при должном стечении обстоятельств, стать великим изобретателем — то есть Блюмлейном. Я же полагаю, что именно Блюмлейн, в иных обстоятельствах, мог бы стать Резерфордом».
Собственный преподавательский дар Блюмлейна впервые раскрылся во время недолгой работы ассистентом в Имперском колледже. Студенты, учившиеся у Блюмлейна, вспоминали, что он умел терпеливо разъяснять самые сложные темы. Он всегда находил удачный момент, чтобы задать вопрос, и умел предельно точно сформулировать его, побуждая тем самым студента к самостоятельному решению неразрешимой до того проблемы. Первым из известных поимённо учеников Блюмлейна стал будущий конструктор EMI, звукоинженер Эрик Нинд, а наиболее продуктивным как изобретатель — Эрик Уайт. Даже непродолжительная работа с мастером подчиняла ученика его идеологии. Активными адептами блюмлейновской схемотехники стали конструкторы ЭВМ ACE Тед Ньюмен и Дэвид Клейден, пришедшие в EMI в 1939 и 1941 годах соответственно.
Коллеги и ученики Блюмлейна отмечали его исключительные скромность и щепетильность в вопросах авторства изобретений. Блюмлейн не принадлежал к числу карьеристов, всегда готовых воспользоваться чужими идеями; напротив, он тщательно фиксировал личные вклады сотрудников и всегда отдавал им должное. В 46 из 128 своих патентов Блюмлейн разделил авторство с коллегами. По мнению одного из соавторов, Джеймса Макги, честность и чистоплотность (англ. integrity) были определяющими чертами характера Блюмлейна; он был вообще не способен к обману. Именно поэтому в EMI сложилась доверительная, плодотворная творческая атмосфера, в которой не было место интригам и подтасовкам.

### Практика конструирования
Философия инженерной деятельности Блюмлейна опирались на «правильное», грамотное конструирование сверху вниз, от теории — к практическому воплощению. Это роднило его с великими предшественниками и современниками — Брюнелем, Теслой и Штейнмецом: все они вошли в историю как плодотворные, многогранные изобретатели; все они, в отличие от экспериментатора-самоучки Эдисона, опирались на фундаментальную науку и тщательные конструкторские расчёты. Их крупнейшие изобретения — в отличие от компиляций Маркони и Бэрда — не имели аналогов.
Метод проб и ошибок исключался: инженер, считал Блюмлейн, обязан владеть культурой конструирования так, чтобы характеристики опытного образца точно соответствовали расчётным, а характеристики серийного изделия не отличались в худшую сторону от прототипа. Блюмлейн и сам превосходно владел культурой конструирования и всячески пропагандировал её в среде коллег. Первым, непременным признаком грамотной конструкции было соответствие реальных и расчётных характеристик, а любое несовпадение было как минимум поводом для беспокойства. Если первая оценка «правильности» проекта подтверждалась экспериментом, уверенность Блюмлейна становилась непоколебимой. Инстинктивное доверие к «правильным» вещам не ограничивалось рабочим местом, но продолжалось и за его пределами. Будучи авиатором-любителем, лишь поверхностно знакомым с аэродинамикой, Блюмлейн тем не менее был уверен в своём понимании механики полёта и в абсолютной устойчивости своего «правильно» сконструированного биплана De Havilland Moth — и регулярно испытывал его на прочность в полёте.
Блюмлейн всегда начинал цикл проектирования с детальных расчётов, а затем сам составлял подробный регламент испытаний образца. Испытания электрических и электронных устройств в 1920-е годы были нетривиальной и трудоёмкой задачей: не существовало ни компьютеров, ни анализаторов спектра, ни даже обычных, аналоговых осциллографов. Для того, чтобы «заглянуть» внутрь записанной на пластинку звуковой волны, инженер должен был сделать микрофотографию звуковой дорожки и вручную выполнить преобразование Фурье. Конструкторы предпочитали отлаживать технику на слух, полагаясь лишь на него и собственную интуицию; Блюмлейн стремился, насколько это было возможным, уйти от этой практики. Он признавал, что не имеет уникальных навыков инженеров старой школы, но был уверен, что качественный теоретический расчёт способен заменить недостаток личного опыта и скудные возможности измерительной аппаратуры.
Блюмлейн настаивал, что «правильная» электронная схема не должна требовать наладки на производстве и подстройки при эксплуатации. Отсюда происходил блюмлейновский принцип ограничения токов: рабочие токи вакуумных ламп следует принудительно ограничивать так, чтобы неизбежные дрейф и разброс характеристик лампы не влияли на работоспособность схемы. Для этого следовало применять внешние токоограничивающие компоненты (резисторы, дроссели, активные источники тока) и отрицательную обратную связь. К принципу ограничения токов восходят два важнейших изобретения Блюмлейна — токовый ключ на дифференциальном каскаде и катодный повторитель.

### Инструментарий схемотехники
Типичным «строительным блоком» ранних изобретений Блюмлейна были трансформаторы, точнее — взаимно связанные индуктивности. Так как главным фактором, определяющим реактивное сопротивление каждой обмотки переменному току, является общая для всех обмоток взаимоиндукция, то относительная точность согласования сопротивлений обмоток может быть весьма велика. Уже в первых мостах Блюмлейна 1920-х годов разбаланс сопротивлений двух плеч моста не превышал одной миллионной, при этом достигнутая в лабораторных условиях точность легко и стабильно воспроизводилась в серийных изделиях. Принцип трансформаторного моста был использован как минимум в девяти запатентованных Блюмлейном изобретениях, включая ёмкостный высотомер, ставший поводом для споров в 1970-е годы.
Опыт работы с электронными лампами пришёл к Блюмлейну постепенно. В 1920-е годы лампы использовались исключительно для генерации и усиления гармонических колебаний, обычно в узкой полосе частот; практика применения ламп для манипуляции формой импульса (что было абсолютно необходимо для телевидения) ещё не существовала. С течением времени, к середине 1930-х годов, Блюмлейн выработал собственный «почерк» в схемотехнике, основанный на немногочисленном арсенале типовых узлов. К трансформаторам и индуктивностям 1920-х годов добавились цепи обратной связи, катодные повторители, линии задержки и RC-LC цепи с постоянным полным сопротивлением.

### Частная жизнь
Политические взгляды Блюмлейна достоверно неизвестны. Во время всеобщей стачки 1926 года он и ряд его коллег добровольно заступили на дежурство на железнодорожных узлах связи, покинутых операторами-забастовщиками. По возвращении в лабораторию Блюмлейна ожидал триумф: помощь руководству железной дороги была щедро вознаграждена выгодными контрактами с Western Electric.
В 1930 году Блюмлейн познакомился с Дори́н Лейн, учительницей частной школы, где учились племянники Блюмлейна и где когда-то учился он сам. 22 апреля 1933 года Блюмлейн и Дорин обвенчались; их первый сын умер в младенческом возрасте, а родившиеся в 1936 и 1938 годах Саймон и Дэвид выжили. Заняв в 1933 году формально третье, а фактически — второе место в технической дирекции EMI, Блюмлейн обеспечивал жене и детям комфортный уровень жизни. Дорин вела всё домашнее хозяйство; муж был полностью зависим от неё в повседневных бытовых вопросах.
Сторонние наблюдатели считали Блюмлейнов образцовой парой, но, по воспоминаниям Дорин, её муж был непростым, непредсказуемым, склонным к мелким конфликтам человеком. Шёнберг, справедливо считая, что Дорин благотворно влияет на импульсивного Блюмлейна, по-своему опекал её и помогал паре поддерживать мир в семье. Несмотря на служебные и семейные обязанности, Блюмлейн и после свадьбы оставался активным спортсменом, авиатором и автогонщиком. Он, по воспоминаниям Дорин, вполне осознавал возможность случайной гибели и считал своё пребывание на земле лишь временной остановкой: «А потом я уйду… как погашенная свеча» (англ. I shall be gone like a blown candle).

## Вклад в схемотехнику. Вопросы приоритета

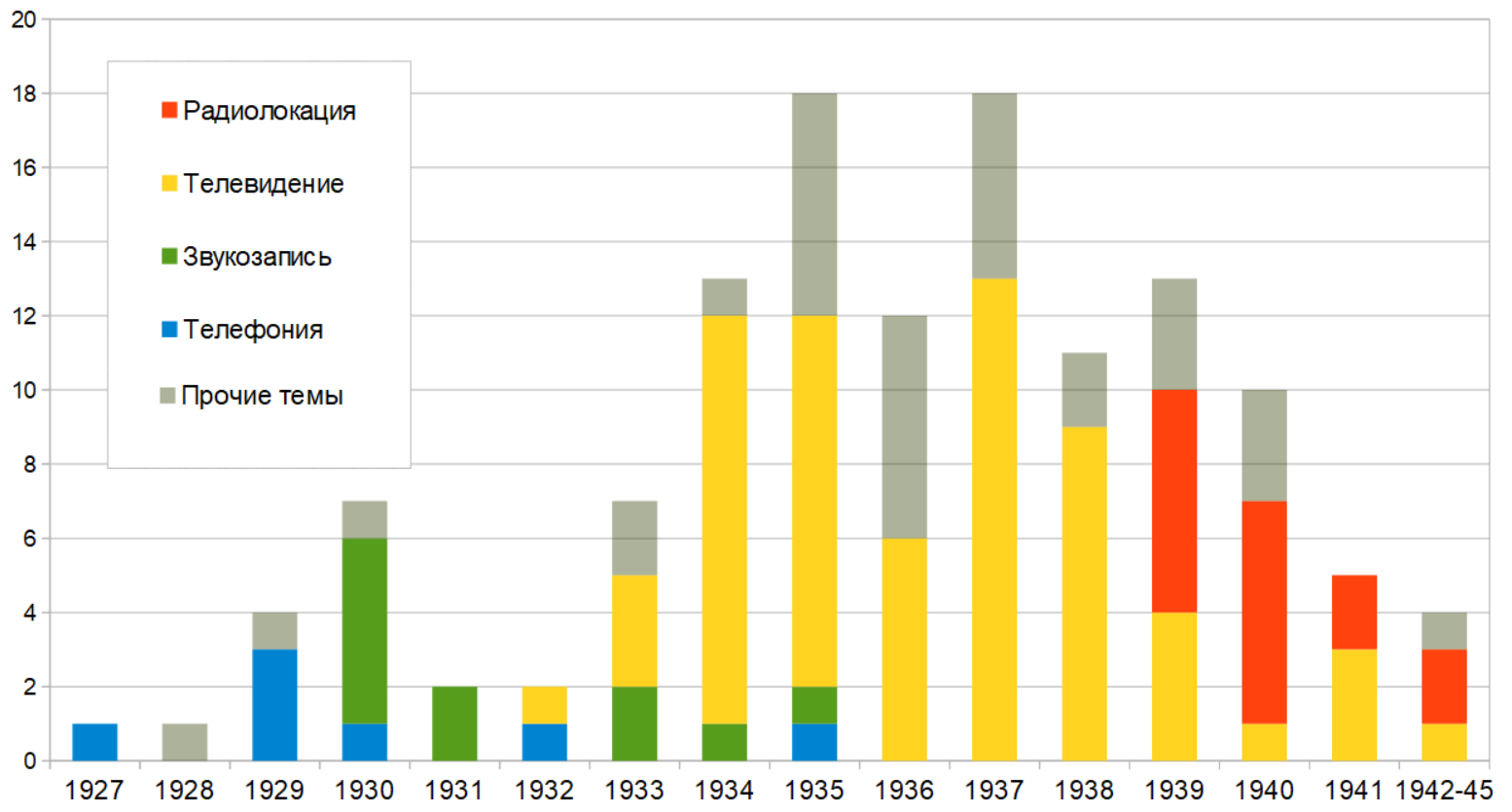
Хронология запатентованных изобретений Блюмлейна, по основным темам и по годам подачи патентных заявок (1943—1945 — посмертно). Заявки, в которых указано несколько дат подачи (например, патент № 449533 — 24 октября 1934 года и 18 апреля 1935 года), учтены по наиболее ранней из дат

Научно-техническое наследие Блюмлейна сосредоточено во множестве внутренних, непубличных служебных записок и рукописей и в 128 патентах Великобритании. Некоторые из них — в особенности патент № 394325 «Усовершенствования систем передачи, записи и воспроизведения звука» — являются, по сути, фундаментальными научно-прикладными работами. Пик производительности пришёлся на «телевизионные» 1934—1937 годы; именно в этот период Блюмлейн опубликовал свои важнейшие схемотехнические решения.
В британской популярной литературе Блюмлейна называют изобретателем фундаментальных, основополагающих схемотехнических узлов — катодного повторителя, дифференциального каскада и усилителя, охваченного петлёй отрицательной обратной связи. В действительности эти узлы, как и принципы стереофонии, разрабатывались одновременно множеством конструкторов; вопрос абсолютного приоритета зачастую не имеет решения. Блюмлейн, бесспорно, был единоличным изобретателем линии задержки, названной его именем, и ультралинейного каскада — эти его работы не имели аналогов. На другом полюсе находится дифференциальный каскад — Блюмлейн лишь предложил одну из его ранних конфигураций; привычная сегодня схема и принципы её действия были разработаны позже другими изобретателями.

### Усилитель с общей отрицательной обратной связью
Краткая история электроники в изложении американских учебников гласит, что в августе 1927 года к двадцатидевятилетнему инженеру Bell Labs Гарольду Блэку пришло озарение. Блэк, несколько лет пытавшийся уменьшить нелинейные искажения ламповых усилителей на трансконтинентальных телефонных линиях, внезапно догадался, что задачу сможет решить петля отрицательной обратной связи (ООС) — если удастся избежать самовозбуждения охваченного ею усилителя. Несмотря на то, что Блэк подтвердил свою догадку экспериментально, руководство компании поначалу встретило её в штыки и разрешило обнародовать идею лишь в январе 1934 года; в следующем, 1935 году её жизнеспособность признало и патентное ведомство США. Теорию и методику расчётов усилителей с ООС, по той же легенде, составили в 1927—1940 годах Блэк, Боде и Найквист. В действительности Блэк не владел необходимым для этого математическим кругозором. Критерий устойчивости усилителя с ООС сформулировал в 1931 году Найквист, а затем Боде обобщил решение Найквиста на произвольные электрические цепи. В 1936—1938 годах теорию и схемотехнику усилителей с ООС развили Бернард Теллеген и Фред Терман.
Учебники умалчивают о том, что ещё в 1928 году компания Philips запатентовала конструкцию высококачественного усилителя низкой частоты (УНЧ) с обратной связью по напряжению. В 1932 году Блюмлейн занялся постройкой патентно чистого аналога; средством обойти патент Philips стала замена ООС по напряжению на ООС по току. В служебной записке от 19 июля 1932 года Блюмлейн и Кларк перечислили основные выгоды применения ООС: снижение выходного сопротивления, снижение нелинейных искажений и увеличение максимальной выходной мощности. Однако в поданной годом позже патентной заявке соавторы рассмотрели лишь снижение выходного сопротивления, умалчивая о других выгодах от введения ООС. УНЧ Блюмлейна-Кларка никогда не производился серийно, а его конструкция не публиковалась. Работы Блюмлейна по теории и практике ООС остались фирменным секретом EMI, сама же обратная связь стала излюбленным схемотехническим приёмом Блюмлейна и легла в основу его позднейших изобретений — дифференциального каскада, ультралинейного каскада и миллеровского интегратора.

### Катодный повторитель
Приоритет в изобретении и использовании катодного повторителя принадлежит американцу Энтони Уинтеру. В 1925 году Уинтер запатентовал и запустил в производство оригинальную схему приёмника прямого усиления, в котором усиление тока было возложено на катодный повторитель, а усиление напряжения — на повышающий межкаскадный трансформатор. В последующие десять лет повторитель применялся эпизодически, а теория его действия пребывала в зачаточном состоянии.
Блюмлейн впервые применил катодный повторитель на триоде в усилителе звуковых частот 1932 года, а впоследствии широко применял повторители при разработке измерительных приборов и при строительстве лондонского телевизионного узла. В обзорной статье 1938 года, посвящённой устройству телецентра в Александра-паласе, ученик и соавтор Блюмлейна Сесил Браун перечислил четыре основные области применения повторителей в телевидении: входные каскады видеоусилителей с особо высоким входным сопротивлением, драйверы длинных линий, драйверы ёмкостных нагрузок и стабилизаторы напряжения.
Теоретическое обоснование работы повторителя было впервые изложено во внутренней служебной записке Блюмлейна и Кларка 19 июля 1932 года и впервые опубликовано в 1934 году в патентной заявке, воплотившейся в патент Великобритании 448421. Патент, открывший миру эффективный способ подавления нежелательного действия паразитных ёмкостей источников сигнала и нагрузок усилительных каскадов, входит в число крупнейших, фундаментальных работ Блюмлейна. Само понятие катодного повторителя (англ. cathode follower) было впервые применено в патентных заявках Блюмлейна и Эрика Уайта, датированных 1936 и 1937 годами соответственно. Блюмлейн запатентовал схему катодного повторителя на пентоде, а его ученик Уайт — оригинальную схему двухтактного повторителя, получившую имя повторителя Уайта.

### Дифференциальный каскад
Дифференциальный каскад на триодах вошёл в практику инженеров, разрабатывавших электрофизиологические медицинские приборы, ещё в начале 1930-х годов. В 1936 году Блюмлейн запатентовал собственную конструкцию дифференциального каскада для усиления широкополосных импульсных и видеосигналов. Выбранная им схема смещения обеспечивала лучшее, чем у предшествующих конструкций, подавление синфазного сигнала; аналогичное решение для медицинских приборов, независимо от Блюмлейна, предложил Франклин Оффнер в 1937 году. Затем Отто Шмитт предложил схему, оптимизированную для работы фазоинвертором, и лишь в марте 1938 года Ян-Фридрих Тённис опубликовал привычную сегодня, классическую конфигурацию дифференциального каскада с двухполярным питанием. Благодаря возросшему в десятки раз сопротивлению катодной цепи, фактически превратившейся в источник тока, подавление синфазного сигнала значительно улучшилось; в позднейших схемах 1940-х годов, использовавших активный источник тока на пентоде, оно достигло практического максимума. Первую полноценную теорию и принципы расчёта дифференциальных каскадов опубликовал Отто Шмитт в 1941 году. После Второй мировой войны американские авторы называли «отцом» дифференциального каскада и Шмитта, и Оффнера (но не Тённиса), а британские — Блюмлейна.
Можно лишь гадать, как бы сам Блюмлейн решал проблемы вычислительной техники, но именно его решение активно применялось в ранних британских компьютерах. Катодно-связанная логика компьютера EDSAC непосредственно восходила к дифференциальному каскаду Блюмлейна; его схемотехническая гибкость и отличные перегрузочные характеристики позволили конструкторами EDSAC обойтись без дополнительных инверторов. В 1948 году ученик Блюмлейна Тед Ньюмен применил блюмлейновскую схемотехнику в ЭВМ ACE. Британцы отказались от громоздкой, устаревшей схемотехники американского ENIAC; основным узлом арифметико-логического устройства ACE стал двухкаскадный дифференциальный ключ на трёх двойных триодах с непосредственными связями. В конце 1950-х годов на смену катодно-связанной логике пришёл её транзисторный аналог — эмиттерно-связанная логика; позже появилась истоково-связанная логика на арсенид-галлиевых полевых транзисторах, а в XXI веке те же принципы применяются в малошумящей токовой КМОП-логике, предназначенной для использования в прецизионных цифроаналоговых схемах.

### Интегратор

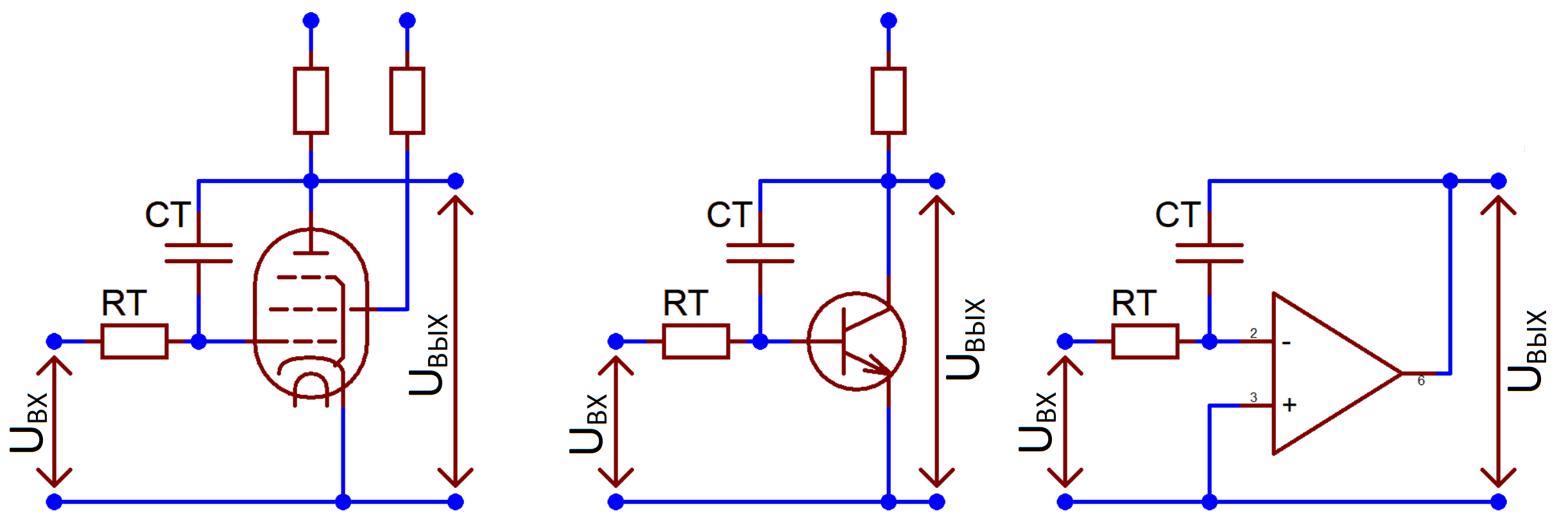
Базовая топология миллеровского интегратора на пентодах, транзисторах и операционных усилителях

Эффект Миллера — увеличение эквивалентной входной ёмкости усилительного каскада с чисто резистивной нагрузкой — был известен с 1919 года. Причиной этого явления была обратная связь через паразитную проходную ёмкость триода, а следствием — спад АЧХ каскада на частотах выше нескольких сотен кГц. В середине 1930-х годов Блюмлейн, уже освоивший практику применения ООС, первым догадался использовать эффект Миллера преднамеренно, для построения активных интеграторов. В пассивных интеграторах на RC-цепях допустимый размах выходного напряжения был ограничен величиной, не превышающей доли входного напряжения; в активной схеме он был ограничен лишь напряжением питания. Для того, чтобы превратить усилительный каскад в интегратор, было достаточно подключить времязадающую ёмкость между анодом и сеткой триода, параллельно проходной ёмкости, а времязадающее сопротивление — между входом интегратора и сеткой. На этом же принципе строятся и современные интеграторы на операционных усилителях (ОУ) и цепи частотной коррекции внутри самих ОУ.
Интегратор хорошо подошёл для построения релаксационных генераторов пилообразного напряжения строчной и кадровой развёртки. Первую подобную схему — генератор кадровой развёртки на интеграторе — Блюмлейн запатентовал в 1936 году; в 1942 году, за два дня до смерти, он подал патентную заявку на изобретение собственно интегратора, содержавшую детальный анализ схемы. Генераторы, построенные на её основе, стали базовыми узлами ранних радиолокационных станций, а после Второй мировой войны широко применялись в аналоговых компьютерах. По инициативе самого Блюмлейна его изобретение получило в англо-американской литературе имя миллеровского интегратора (англ. Miller integrator); кампания Маркуса Скрогги по переименованию в интегратор Блюмлейна (англ. Blumlein integrator) успеха не имела.

## Посмертная память
В англоязычной среде сохранилось немало понятий, названных именем изобретателя: импульсный генератор на линиях задержки (англ. Blumlein Line), в русской литературе также просто «Блюмлейн» или «Блюмляйн»; стереомикрофон (англ. Blumlein microphone technique, Blumlein pair), частотная характеристика механической грамзаписи (англ. Blumlein 250), формат видеосигнала (англ. Blumlein waveform). В профессиональном сообществе британских и американских инженеров-электронщиков Блюмлейна называли и продолжают называть гением, но в популярной литературе и публицистике Блюмлейн предстаёт исключительно как «изобретатель стереозвука». Блюмлейн никогда не был известен широкой публике; ни на родине, ни за её пределами он не получил и доли признания, доставшегося его современникам Зворыкину, Флетчеру или Тьюрингу.
Наиболее очевидная причина происшедшего — режим секретности, окружавший военно-прикладные работы Блюмлейна и обстоятельства его смерти. Рассекречивание документов военного времени могло начаться по истечении тридцати лет, в начале 1970-х годов, но к этому времени многие из них были навсегда утрачены. Институт дальней связи «отличался» поверхностным подходом к архивному делу, особенно в отношении работ сторонних подрядчиков и консультантов. EMI, напротив, тщательно собирала и хранила служебную документацию. Однако, следуя установленному ещё Шёнбергом правилу, компания держала свои архивы на замке, не публиковала исторические документы и фонограммы, не допускала в архивы историков и не объясняла причины этого. Уникальная блюмлейновская студия стереофонической звукозаписи была и вовсе уничтожена в ходе очередной «антикризисной» кампании.
Блюмлейн не мог сам рассказать о себе будущим поколениям, зато этой возможностью сполна воспользовались сотрудники Института дальней связи, сделавшие после войны блестящие карьеры. Таффи Боуэн, Бернард Ловелл, Альберт Роу, Роберт Уотсон-Уотт и их коллеги оказались не только успешными учёными и администраторами, но и активными публицистами. Вольно или невольно, в своих воспоминаниях они описывали в первую очередь деятельность Института и умалчивали о вкладе сторонних подрядчиков и консультантов. Так, уже в 1945 году в британской публицистике сложился системный перекос, работавший против памяти о Блюмлейне.
1 июня 1977 года, в тридцать пятую годовщину катастрофы, на лондонском доме Блюмлейна появилась типовая мемориальная доска. Речь о Блюмлейне, которую произнёс на церемонии открытия Алан Ходжкин, стала катализатором общественной дискуссии о катастрофе 1942 года. Журналы публиковали мемуары и биографические очерки о Блюмлейне и его товарищах, но обстоятельства их гибели оставались государственной тайной ещё почти два десятилетия. В 1981 году Барри Фокс начал кампанию за немедленное опубликование стереозаписей Блюмлейна, хранившихся на складах EMI. Как минимум следовало перенести архивные киноленты с пожароопасной, недолговечной нитроцеллюлозной основы на безопасную триацетатную. Годом спустя EMI согласилось допустить в архивы реставраторов; первый, закрытый кинопросмотр восстановленных лент состоялся лишь в 1992 году.
Две подробные, но далеко не полные биографии Блюмлейна вышли только в самом конце XX века. Первый биограф, инженер Бэйзил Бензимра, приступил к сбору материалов в 1967 году, но несколько лет спустя прекратил работу по состоянию здоровья. В 1972 году роль биографа принял на себя автор популярной литературы, банкир, ветеран спецназа Фрэнсис Пол Томсон. Национальный Институт инженеров-электротехников (IEE), а затем Королевское общество санкционировали работу Томсона, назначив его официальным биографом Блюмлейна. Другой биограф, Рассел Бёрнс, начавший сбор материалов в том же 1972 году, уступил первенство Томсону и свернул свои исследования. Широко разрекламированная книга Томсона так и не была написана. В 1992 году под давлением общественности IEE отстранил Томсона от написания биографии и потребовал передать в публичный доступ все накопленные материалы. Этого не произошло; Томсон буквально исчез. Он умер в 1998 году, так и не опубликовав ничего о Блюмлейне; его архив, если он действительно существовал, был навсегда утрачен. Бёрнс, с санкции IEE возобновивший написание биографии, издал свою книгу в 2000 году; годом раньше вышла в свет другая биография Блюмлейна, написанная Робертом Александером. К этому времени большинство современников Блюмлейна уже умерли; авторы вынужденно опирались не столько на свидетельства очевидцев, сколько на архивный материал. Книга Александера в особенности оказалась перегружена техническим анализом патентов в ущерб связности и логике повествования.
В 2017 году Национальная академия искусства и науки звукозаписи США посмертно наградила Блюмлейна «технической Грэмми» за изобретение стереофонической звукозаписи. Тогда же, в феврале 2017 года, правопреемник EMI — компания Universal Music Group — огласила планы создания полнометражного художественного фильма о Блюмлейне.

## Комментарии
1. ↑  Владелец банка Бенджамин Ньюгасс (Нойгас), баварские Блюмлейны и американские банкиры братья Леман и Исайя Хеллман[англ.] были связаны дальним родством через мать Земми, Филиппину Хеллман[15][16].
2. ↑  «Свазилендская корпорация» (англ. Swaziland Corporation), основанная в 1898 году, занималась добычей цинка в Свазиленде[18].
3. ↑  Columbia Graphophone управлялась дуумвиратом финансиста Луи Стерлинга (1879—1958) и «технаря» и музыканта-любителя Исаака Шёнберга[50].
4. ↑  Ставка в 1 пенс применялась к первым пяти миллионам пластинок в год. С дальнейшим ростом оборота ставка последовательно снижалась до 0,25 пенса[53].
5. ↑  Шёнберг всерьёз нацеливался на завоевание японского рынка. В 1929 году Эрик Нинд привёз опытный рекордер Columbia в Японию, и провёл там неудачные опыты записи традиционной музыки и цикл испытательных записей. Именно он выявил, что на частотах порядка 375 Гц «доблюмлейновский» рекордер Columbia генерировал чудовищные, даже по меркам 1920-х годов, искажения — 150 % второй гармоники и 100 % третьей гармоники (против 5 % американской системы)[56][57].
6. ↑  На практике резонансная частота головки, ограничивающая полосу пропускания, была существенно меньше; её можно было корректировать как механическими регулировками, так и электрическими шунтами, замыкавшими цепь подвижной катушки[60].
7. ↑  Стереофонические записи, в узком смысле, предназначены для прослушивания через громкоговорители — при этом каждое ухо слушателя слышит одновременно и левый, и правый каналы. Бинауральные записи предназначены для прослушивания через наушники — при этом каждое ухо слушателя слышит сигнал одного из двух каналов. При воспроизведении бинауральной записи через громкоговорители стереосцена, как правило, разваливается на изолированные источники звука[65]
8. ↑  Westrex (Western Electric Exports, ранее ERPI) — в прошлом дочерняя компания Western Electric, занимавшаяся продажами и сервисом кинематографических звукоустановок. К 1957 году она юридически обособилась от Western Electric и Bell Labs, но поддерживала с ними тесные неформальные связи. Westrex в США и Decca в Европе создали свои системы 45/45 одновременно и независимо друг от друга: Westrex самостоятельно, Decca — на основе работ Блюмлейна[78]
9. ↑  Созданная в 1940 году система стереофонического звука «Фантасаунд» была использована лишь в одном фильме — «Фантазия», так и не став стандартом из-за сложности оборудования[86]
10. ↑  С момента учреждения EMI и до середины 1934 года RCA владела 27 % капитала британской компании[91].
11. ↑  До широкого распространения цифровых счётчиков строк единственным способом счёта были каскады аналоговых делителей частоты на 3, на 5 или на 7. Выбранные Блюмлейном 405 строк соответствуют каскаду из пяти последовательно соединённых делителей: 405=3•3•3•3•5. Зворыкинские 343 строки соответствуют трём делителям на 7: 343=7•7•7[106].
12. ↑  В первые недели опытное вещание велось попеременно: одна неделя — системой Marconi-EMI из Александра-паласа, другая неделя — системой Бэрда из Хрустального дворца. 30 ноября 1936 года Хрустальный дворец, вместе со всем оборудованием Бэрда, был уничтожен пожаром. 4 февраля 1937 года Телевизионный комитет огласил окончательный выбор в пользу системы Marconi-EMI, который был предопределён ещё осенью 1936 года[115].
13. ↑  В принятом 3 июня 1938 года американском стандарте RMA применялись разложение на 441 строку (441=3•3•7•7) и формат экрана 4:3. Во всех остальных положениях американский стандарт следовал британскому. Осенью того же 1938 года к американскому стандарту присоединилась Германия[2].
14. ↑  Сам обряд коронации, традиционно проводившийся в Вестминстерском аббатстве, не транслировался по настоянию архиепископа Кентерберийского[120].
15. ↑  Все предшествующие британские РЛС требовали наличия на борту оператора РЛС, что ограничивало выбор самолётов-носителей (медленные «Бленимы» и «Бофайтеры») и привносило неустранимую задержку передачи информации от оператора к пилоту[140].
16. ↑  По утверждению Дорин Блюмлейн, тело её мужа было единственным, поддававшимся опознанию. Остальные десять человек обгорели до неузнаваемости. Останки одиннадцати погибших уместились в три армейских гроба[154].
17. ↑  По законам военного времени, гражданские мужчины были обязаны дежурить в пожарной охране 48 часов в месяц[160]. В период интенсивных бомбардировок Лондона (сентябрь — октябрь 1940 года) Блюмлейн, эвакуировавший семью в Корнуолл, дежурил на постах ПВО и пожарной охраны практически каждую ночь[161]. Его отдельно стоявший дом стал прибежищем для семей коллег, живших в небезопасных старых многоэтажных зданиях[162]. В октябре 1940 года руководство EMI сочло, что риск гибели под бомбами слишком велик, и перевело Блюмлейна на казарменное положение[163].
18. ↑  К сентябрю 1934 года штат лаборатории EMI вырос до 114 человек, из них 23 имели высшее образование, а ещё девять — докторские дипломы, которые в те годы были относительно редки. Шёнбергу «помог» экономический кризис, позволивший отбирать действительно лучших[55].
19. ↑  Кроме того, в 1925 году, ещё будучи ассистентом Имперского колледжа, Блюмлейн опубликовал одну статью в научном журнале (в соавторстве с Маллеттом[174]) и один цикл статей в журнале для радиолюбителей Wireless World[англ.] (в соавторстве с Норманом Киппингом[175])[171].
20. ↑  В числе 46 учтены только соавторы — физические лица, но не соавторы — организации. STC и EMI фигурируют как номинальные соавторы примерно в половине патентов Блюмлейна[179].
21. ↑  Формально вторым после Шёнберга был директор по исследованиям EMI Кондлифф; фактически Блюмлейн и Кондлифф располагали равными правами и получали почти одинаковое жалование[194].
22. ↑  В обычных условиях существенная ревизия первоначального текста заявки была бы оформлена отдельной заявкой и воплотилась бы в отдельный патент. Блюмлейн и его соавтор Майкл Боумен-Менифолд успели внести изменения до того, как патентное ведомство зафиксировало формулу первой заявки, — и именно изменённый текст лёг в основу патента № 449533[199].
23. ↑  В телефонии, звуковоспроизведении и радиосвязи ту же функцию выполняли обычные электронные усилители, связанные с дифференциальным источником сигнала через разделительный трансформатор. Трансформатор эффективно подавляет прохождение синфазного сигнала, но принципиально неспособен передавать со входа на выход постоянный ток или напряжение и практически не может передавать типичные для электроэнцефалограмм и электрокардиограмм инфразвуковые сигналы. Именно поэтому конструкторам медицинских приборов потребовались бестрансформаторные дифференциальные усилители[225].
24. ↑  Блюмлейн столкнулся с той же проблемой, что и конструкторы электрокардиографов: полоса пропускания доступных в 1930-е годы трансформаторов была слишком узка для видеосигнала[227].
25. ↑  В конце XX века даже в британской литературе понятие «интегратора Блюмлейна» использовалось эпизодически, например, в кембриджском учебнике Мартина Хартли Джонса 1995 года[242].
26. ↑  Бёрнс цитирует датированное сентябрём 1945 года письмо маршала авиации Филиппа Жубера[англ.] в редакцию Daily Telegraph. Маршал возмущался тем, что современные ему публикации восхваляли исключительно учёных Института и умалчивали о вкладе частных компаний и лично Блюмлейна и Клиффорда Патерсона[англ.][251].